# Dimyella
Dimyella is een geslacht van tweekleppigen uit de  familie van de Dimyidae.

## Soorten
- Dimyella molokaia (Dall, Bartsch & Rehder, 1938)
- Dimyella starcki Moore, 1970